# Willie Beck
William „Willie“ Henry Beck (* 9. Oktober 1894 in Newark (New Jersey); † 14. Mai 1975 in West Palm Beach) war ein US-amerikanischer Radrennfahrer.

## Sportliche Laufbahn
Beck war Bahnradsportler und Teilnehmer der Olympischen Sommerspiele 1920 in Antwerpen teil. Er startete in drei Disziplinen. Im Sprint schied er im Vorlauf gegen Henry Brask Andersen aus. In der Mannschaftsverfolgung kam der Vierer der USA mit Christopher Dotterweich, Anthony Young, Willie Beck und Fred Taylor auf den 8. Platz. Im olympischen Punktefahren schied er aus. Beck startete für den New York Athletic Club.